# Институт полиомиелита и вирусных энцефалитов имени М. П. Чумакова
Институт полиомиелита и вирусных энцефалитов им. М. П. Чумакова — научно-исследовательский институт, занимающийся проблемами вирусных инфекций. Расположен в Новомосковском административном округе г. Москвы, в посёлке Института Полиомиелита, на 27 км Киевского шоссе.
Основан в 1955 году М. П. Чумаковым. 24 ноября 1957 года. на базе института было основано предприятие по производству вакцин. В 2016 году институт вошел в состав ФНЦИРИП им. М. П. Чумакова РАН.

## Производство препаратов
С целью разработки технологии производства и контроля вакцины против полиомиелита и для обеспечения этим препаратом массовой вакцинации населения в 1957 году на базе Института было организовано Предприятие по производству бактерийных и вирусных препаратов Института полиомиелита и вирусных энцефалитов им. М. П. Чумакова. Основатель и первый директор предприятия — академик АМН СССР Михаил Петрович Чумаков.

### Директора
- Чумаков, Михаил Петрович (1955—1972)
- Дроздов, Сергей Григорьевич (1972—2006)
- Михайлов, Михаил Иванович (2006—2016)
- Ишмухаметов, Айдар Айратович (2016—н. в.)

## Сотрудники
- Агол, Вадим Израилевич
- Цыпкин, Леонид Борисович
- Левкович, Елизавета Николаевна
- Ворошилова, Марина Константиновна
- Лукашев, Александр Николаевич
- Червонская, Галина Петровна
- Балаян, Михаил Суренович
- Селимов, Мидат Абдурахманович
- Лашкевич, Василий Андреевич
- Дзагуров, Сослан Григорьевич